# Empis prompta
Empis prompta är en tvåvingeart som beskrevs av Collin 1933. Empis prompta ingår i släktet Empis och familjen dansflugor. Inga underarter finns listade i Catalogue of Life.